# Liste der denkmalgeschützten Objekte in Raaba-Grambach
Die Liste der denkmalgeschützten Objekte in Raaba-Grambach enthält die 5 denkmalgeschützten, unbeweglichen Objekte der österreichischen Gemeinde Raaba-Grambach im steirischen Bezirk Graz-Umgebung.

## Denkmäler
| Foto |                 | Denkmal                                                       | Standort                                   | Beschreibung | Metadaten |
| ---- | --------------- | ------------------------------------------------------------- | ------------------------------------------ | --- | --- |
| ja   | Datei hochladen | Ortskapelle Grambach HERIS-ID: 99446 Objekt-ID: 115581        | Grambach Standort KG: Grambach             | | BDA-Hist.: Q37774189 Status: § 2a Stand der BDA-Liste: 2025-06-30 Name: Ortskapelle Grambach GstNr.: .107 Ortskapelle Grambach  |
| ja   | Datei hochladen | Schloss Spielerhof HERIS-ID: 99447 Objekt-ID: 115582seit 2014 | Hauptstraße 12 Standort KG: Grambach       | Der auch Raabahof genannte Landsitz stammt aus dem 17. Jahrhundert und wurde im 19. Jahrhundert umgebaut, aus dieser Zeit stammt auch die historistische Fassade. | BDA-Hist.: Q37774197 Status: Bescheid Stand der BDA-Liste: 2025-06-30 Name: Schloss Spielerhof GstNr.: 104/4 Schloss Spielerhof |
| ja   | Datei hochladen | Villa HERIS-ID: 97002 Objekt-ID: 112691                       | Josef-Krainer-Straße 42 Standort KG: Raaba | Die Böhmervilla wurde 1870 als Gut Neuhof erbaut und 1910 erneuert. | BDA-Hist.: Q37769277 Status: § 2a Stand der BDA-Liste: 2025-06-30 Name: Villa GstNr.: 70                                        |
| ja   | Datei hochladen | Ortskapelle Raaba HERIS-ID: 97003 Objekt-ID: 112692           | Raaba Standort KG: Raaba                   | Die Kapelle „Zum gegeißelten Heiland“ wurde 1832 von 21 Grundbesitzern errichtet. Im Jahr 1971 wurde das Hauptportal geschlossen, da es zu nah an der Straße gelegen war. Am 16. Juli 2008 wurde die Kapelle um 13,5 m nach Westen verschoben. Verbunden mit der Verschiebung fand auch eine Totalrenovierung statt. Die Einweihung fand am 29. März 2009 statt. | BDA-Hist.: Q37769287 Status: § 2a Stand der BDA-Liste: 2025-06-30 Name: Ortskapelle Raaba GstNr.: .156                          |
| ja   | Datei hochladen | Marienkapelle HERIS-ID: 97004 Objekt-ID: 112693               | Höhenstraße 77, neben Standort KG: Raaba   | | BDA-Hist.: Q37769294 Status: § 2a Stand der BDA-Liste: 2025-06-30 Name: Marienkapelle GstNr.: .111 Marienkapelle (Raaba)        |

## Ehemalige Denkmäler
| Foto |                 | Denkmal                                                            | Standort                          | Beschreibung | Metadaten |
| ---- | --------------- | ------------------------------------------------------------------ | --------------------------------- | ------------ | --- |
| BW   | Datei hochladen | Ansitz Ebnerhof, sogen. Lambergschlößl HERIS-ID: Kein Wertbis 2010 | Höhenstraße 48 Standort KG: Raaba |              | BDA-Hist.: Q125118398 Status: Bescheid Stand der BDA-Liste: 2010-06-22 Name: Ansitz Ebnerhof, sogen. Lambergschlößl GstNr.: .85 |